# Teoria czystej formy

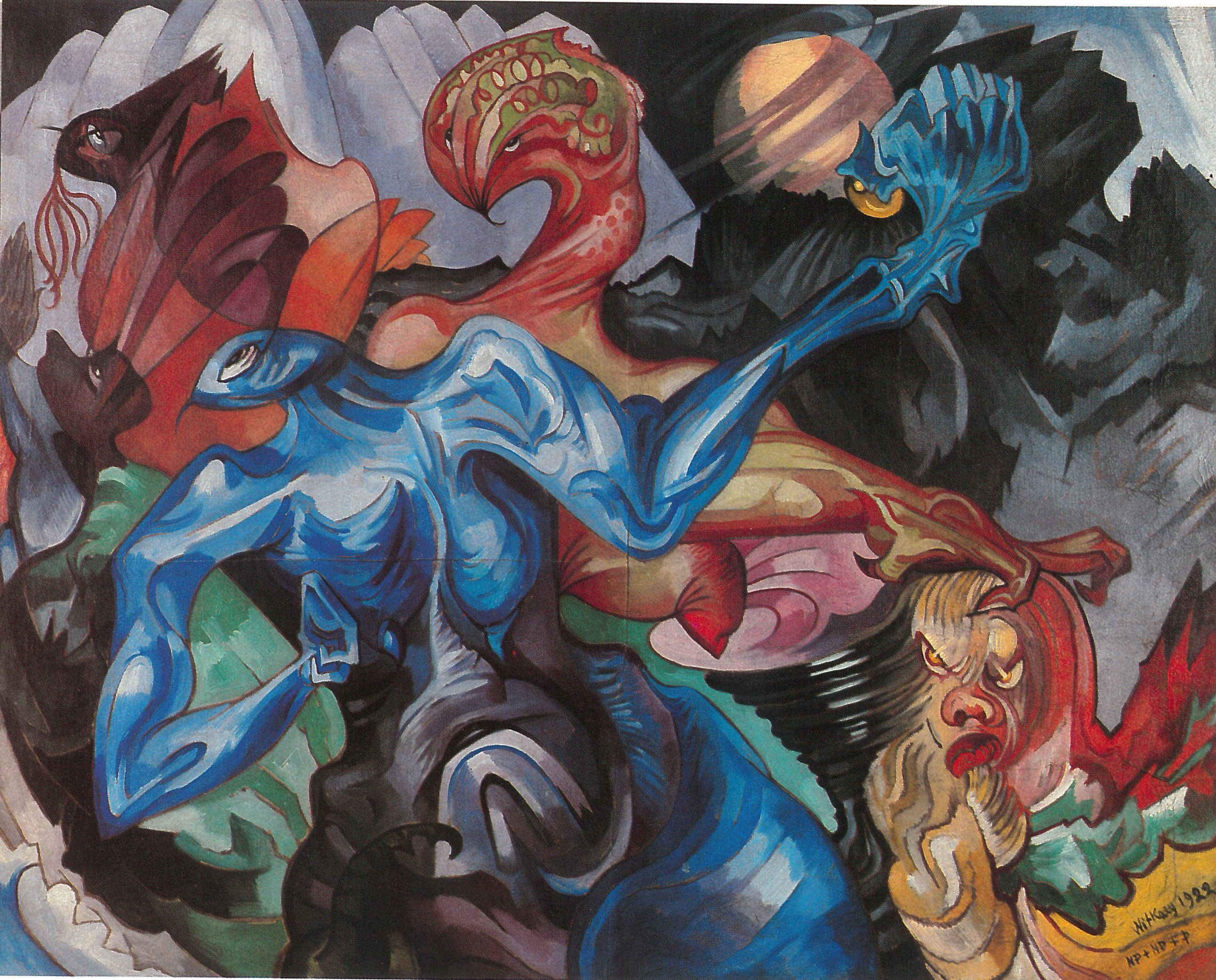
Witkacy, Kompozycja, olej na płótnie, 1922 r.

Czysta forma – koncepcja artystyczna stworzona przez Stanisława Ignacego Witkiewicza, wiążąca się z jego przekonaniami filozoficznymi.

## Teoria
Według Witkiewicza podstawową rolą sztuki, religii i filozofii było wywoływanie u odbiorcy uczucia metafizycznego – poczucia odrębności wobec reszty świata, wyjątkowości własnego istnienia i kontaktu z tajemnicą. Uczucie metafizyczne jego zdaniem nadaje sens ludzkiemu życiu i stanowi jedno z najważniejszych przeżyć. 
Witkacy uważał, że dawniej sztuka oddziaływała na człowieka w dużo łatwiejszy i bardziej bezpośredni sposób, podczas gdy w XX wieku człowiek zaczął zatracać zdolność do głębszych uczuć. Za ten zanik odpowiedzialne miały być mechanizacja i przyspieszenie trybu życia oraz popularność kultury masowej. Witkiewicz pesymistycznie odnosił się do perspektyw sztuki, religii i filozofii, uważając, że wkrótce zanikną one zupełnie z powodu braku jakichkolwiek wyższych uczuć u ludzi. 
W tej sytuacji sztuka powinna ulec zmianie i odejść od klasycznych, realistycznych wzorców – zdaniem Witkiewicza był to jedyny sposób na głębsze oddziaływanie na odbiorcę. Zmiany te realizować miały dzieła Czystej Formy – według nich treść dzieła ma niewielkie znaczenie i może być zupełnie dowolna, natomiast istotnym składnikiem staje się forma. Jej dziwność, nieliniowość i brak harmonii mają wstrząsnąć odbiorcą, skonfrontować go z nieznanym i zmusić do głębszych przeżyć.
Czysta forma zakładała zerwanie z realizmem i naturalizmem. Dzieło skonstruowane na zasadach czystej formy powinno charakteryzować się przypadkową tematyką oraz odrzuceniem następstwa logicznego poszczególnych scen, deformacją, brakiem chronologicznych następstw w fabule, odrzuceniem praw psychologii, biologii i etyki. Czysta forma miała być środkiem prowadzącym do przeżycia Tajemnicy Istnienia. Istotę teorii czystej formy Witkacy ujmował następująco: „chodzi mi o fantastyczność bez żadnego ładu i składu, aby na scenie człowiek mógł popełnić samobójstwo z powodu wylania się szklanki wody, ten sam stwór, który pięć minut temu tańczył z radości z powodu śmierci ukochanej matki”. Witkacy formułował zasady Czystej Formy w swoich pracach teoretycznych, przede wszystkim w działach Nowe formy w malarstwie i wynikające stąd nieporozumienia (1919), Szkice estetyczne (1922) i Teatr. Wstęp do teorii Czystej Formy w teatrze (1923). Opisywał je też w artykułach w czasopiśmie „Skamander” w latach 1920–1921.
Teoria czystej formy odnosiła się również do teatru. Witkacy zakładał, że sztuka skonstruowana zgodnie z zasadami czystej formy spowoduje u widza po obejrzeniu przedstawienia stan podobny do wybudzenia się z dziwnego snu. Mogła znaleźć zastosowania również w malarstwie, muzyce i poezji. Zdaniem niektórych krytyków, np. Karola Irzykowskiego, praktyka twórcza Witkacego stała w sprzeczności z teorią czystej formy. Karol Irzykowski dokonał również krytyki czystej formy w wydanej w 1929 roku pracy pt. „Walka o treść”. Teoria czystej formy spotkała się w dwudziestoleciu międzywojennym z wieloma krytycznymi ocenami, stała się też przedmiotem licznych polemik. W teorii estetyki polskiej jest jedną z najważniejszych koncepcji XX wieku.